# Göhren-Lebbin
Göhren-Lebbin település Németországban, Mecklenburg-Elő-Pomeránia tartományban. Lakosainak száma 695 fő (2023. december 31.).

## Népesség
A település népességének változása:
| Lakosok száma | 599  | 616  | 636  | 654  | 695  |
|               | 2017 | 2019 | 2021 | 2022 | 2023 |